# Барвінський Осип Григорович
О́сип Григо́рович Барві́нський (псевдоніми і криптоніми — Осип Б., Ос. Б., Й.Б-ский, І.Григорович, М.Нетяга; 29 вересня 1844, с. Шляхтинці, Тернопільський район, Тернопільська область — 8 лютого 1889, с. Сервири, нині с. Сировари Зборівський район, Тернопільська область) — український священник і письменник.
Син Григорія Барвінського. Брат Володимира, Івана, Іполита й Олександра Барвінських.

## Життєпис
Закінчив німецькомовну Першу Тернопільську гімназію (1866), духовну семінарію у Львові (1871).
Від 1871 року — парох у селі Острів біля Тернополя, згодом на Зборівщині — у Пліснянах і Гарбузові, Сервирах (1878—1889).

## Літературна діяльність
Літературну діяльність почав у духовній семінарії, виступаючи у львівських часописах «Правда», «Діло», «Нива», «Вінок».
У видавництві «Просвіти» вийшли його популярні книжечки та статті з порадами для селян на господарські теми.
Автор трагедії «Павло Полуботок, наказний гетьман України» (видана 1887 у Львові) та драми «Чернігівка» (за повістю М. Костомарова).
Незавершеними залишилися п'єси Барвінського «Тиміш Хмельницький», трилогія «Іван Виговський», у рукопису історична повість «За правду і волю».
Автор поеми «Гаврилова рада», оповідань, наукових праць.
Переклав і видав сербські народні пісні «Косове Поле» і «Сон цариці Милиці» (1873, 1875).
Записи народних пісень, які зробив Барвінський (козацькі та бурлацькі — у Шляхтинцях), опубліковані (1905—1907) у збірнику «Русько-народні галицькі мелодії» П. Бажанського і зберігаються у ЛНБ.